# Bistum Alleppey
Das Bistum Alleppey (lat.: Dioecesis Alleppeyensis) ist eine in Indien gelegene römisch-katholische Diözese mit Sitz in Alappuzha (Alleppey).

## Geschichte
Das Bistum Alleppey wurde am 19. Juni 1952 durch Papst Pius XII. mit der Apostolischen Konstitution Ea Redemptoris aus Gebietsabtretungen des Bistums Cochin errichtet und dem Erzbistum Verapoly als Suffraganbistum unterstellt. Am 17. Juni 2004 wurde das Bistum Alleppey dem Erzbistum Trivandrum als Suffraganbistum unterstellt.

## Territorium
Das Bistum Alleppey umfasst den Distrikt Alappuzha im Bundesstaat Kerala.

## Bischöfe von Alleppey
- Michael Arattukulam, 1952–1984
- Peter Michael Chenaparampil, 1984–2001
- Stephen Athipozhiyil, 2001–2019
- James Raphael Anaparambil, seit 2019